# 타지키스탄 국가 궁전
국가 궁전(타지크어: Қасри Миллат Qasri Millat; 러시아어: Дворец Нации)은 타지키스탄 공화국 대통령의 관저이다. 수도 두샨베 중심부의 시린쇼흐 쇼테무르 거리에 위치해 있으며, 북쪽으로는 두샨베 깃대, 동쪽으로는 루다키 공원, 남쪽으로는 독립 기념비, 서쪽으로는 바르조브강이 있다.

## 갤러리

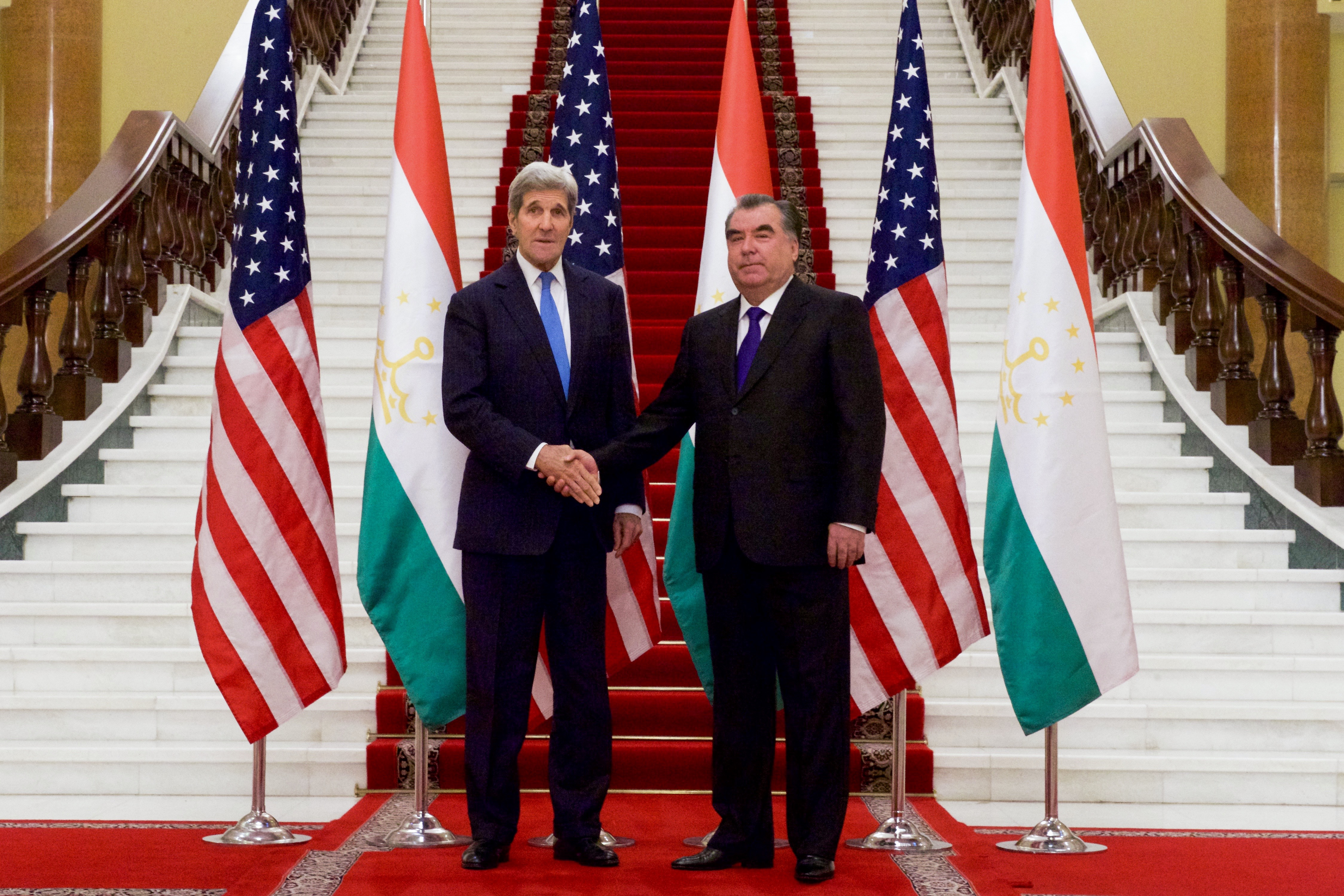
존 케리 미국 국무장관과 (2015년)
나렌드라 모디 인도 총리 방문 환영식 (2015년)
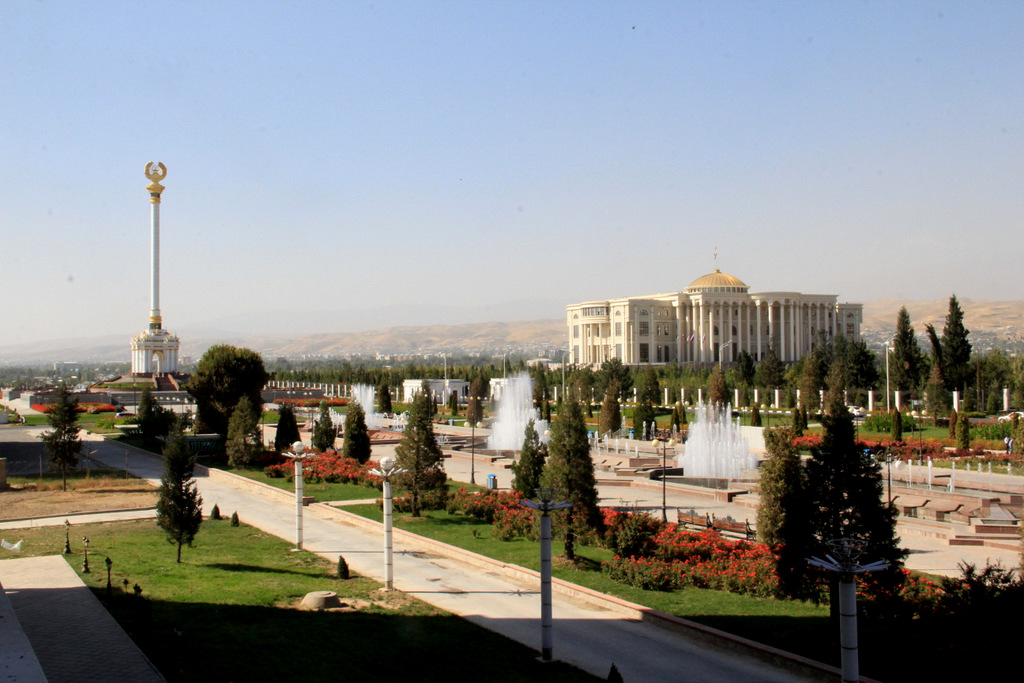
남쪽의 독립기념탑
루다키 공원에서 본 국립궁전
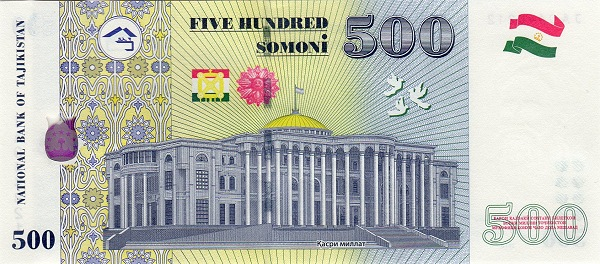
2010년 500 소모니 지폐
2021년 철거된 루다키 애비뉴의 구 대통령궁